# Günter Ebert (MfS-Mitarbeiter)
Günter Ebert (* 19. April 1937 in Magdeburg) ist ein deutscher, ehemaliger Oberst und Abteilungsleiter der Hauptverwaltung A (HVA) im Ministerium für Staatssicherheit (MfS) der DDR. Er war von 1981 bis 1989 Leiter der HVA-Abteilung XV, zuständig für Wehrtechnik in der Luft- und Raumfahrt.

## Leben
Ebert besuchte nach der Volksschule 1952/53 eine Bergbauschule in Eisleben und erlernte von 1953 bis 1955 den Beruf des Metallhüttenwerkers.
1955 wurde er jedoch hauptamtlich bei der Kreisdienststelle der MfS in Hettstedt eingestellt. Im selben Jahr trat er in die Sozialistische Einheitspartei Deutschlands (SED) ein. Bis 1957 besuchte er die Schule der Hauptverwaltung A (HVA), des Auslandsnachrichtendienstes der DDR, in Belzig. Ab 1957 wurde Ebert in der HVA-Hauptabteilung V, zuständig für Auswertung, in Ost-Berlin eingesetzt.
Von 1962 bis 1966 studierte Ebert an der Humboldt-Universität Berlin und wurde Diplom-Kriminalist. 1971 wechselte er in die HVA-Abteilung XV, zuständig für Wehrtechnik in der Luft- und Raumfahrt. 1980 wurde er deren stellvertretender Leiter und 1981, als Nachfolger von Gerhard Franke, Abteilungsleiter. 1985 wurde Ebert zum Oberst befördert. Nach dem Ende der DDR erfolgte 1989 Eberts Freistellung und 1990 die Entlassung aus dem Dienst.